# 프리드리히 3세 (신성 로마 황제)
프리드리히(1415년 9월 21일 ~ 1493년 8월 19일)은 1440년부터 독일 왕으로 선출되었고 1452년 신성 로마 제국 황제가 되었으며 오스트리아의 합스부르크 가문의 일원이다. 독일의 군주로는 프리드리히 4세로 부르기도 하며 신성 로마 제국 황제로는 프리드리히 3세가 된다.

## 생애
오스트리아 공작 에른스트의 아들로, 합스부르크 왕가 출신 최초로 독일 국왕에 선출된 루돌프 1세의 5대손이자 그 아들 알브레히트 1세의 4대손이었다. 바이에른 왕가 출신의 루트비히 4세는 5대조 루돌프 1세의 외손자였다.
그는 고조모 엘리자베스의 친정어머니를 통해 로타르 3세의 후손도 된다. 고조모 엘리자베스의 친정어머니 바이에른의 엘리자베스의 외조부 하인리히는 로타르 3세의 딸 게르트루데의 손자였고, 황제 오토 4세 황제의 형이었다.
5대조의 외손자인 내재종증조부 루트비히 4세하고도 다시 엮이게 되는데, 루트비히 4세는 다시 프리드리히 3세의 고조모 엘리자베스의 외조부 하인리히의 딸 아그네스의 손자였다. 루트비히 4세의 아버지 바이에른 공 루트비히 2세는 프리드리히의 고조모 엘리자베스의 남동생이 된다. 따라서 고조모 엘리자베스의 친정 조카이기도 했다.
1424년 9살의 어린 나이에 이너외스터라이히를 상속받게 된다. 1439년 24세에 합스부르크 가의 최고 서열이 되어 이듬해 친척이자 독일 왕인 알브레히트 2세가 서거하자 독일왕에 선출된다. 이후 친척들과의 갈등과 제후들의 반란에 시달렸고 그와중에 전왕의 아들이자 헝가리 왕국과 보헤미아 왕국의 국왕인 라디슬라우스 포스투무스의 후견인을 자처하면서 그가 가진 보헤미아와 헝가리의 왕위계승권을 노리려 했다. 그러나 보헤미아와 헝가리의 귀족들의 반항으로 아직 성년이 되지 못한 라디슬라우스의 후견을 포기해야 했다.
이후 계속되는 오스트리아 귀족들의 반란, 독일 제후들과의 분쟁, 정부 개혁을 추진할 수 없는 무능력으로 인해 프리드리히는 독일의 정사에서 완전히 물러날 수 밖에 없게 되었고 이는 제국 내의 불만을 더욱 부추겨 1436년부터 대립각을 세운 친동생인 알브레히트 6세를 포함해 수많은 왕위 주장자들이 등장하는 사태가 발생하게 되며 1446년 알브레히트 6세는 전방 오스트리아에 대한 권리를 주장하기 시작했다. 그 와중에 그는 교회와 다소 완만한 관계를 갖기 시작했다. 1452년 37세의 나이로 이탈리아를 여행하면서 롬바르디아의 왕관을 받았고 그와중에 포르투갈 왕국의 두아르트 국왕의 딸 엘레오노라 공주와 결혼을 했다. 3월 19일 로마에서 교황으로부터 신성 로마 제국 왕관을 받아 정식으로 신성로마황제가 되었다.
1453년 오스만 투르크에 의해 비잔티움 제국의 수도 콘스탄티노플이 함락당하면서 비잔티움 제국이 멸망함에 따라 서로마 제국의 후신격인 신성 로마 제국이 로마 제국의 유일한 후신이 되었다. 투르크인들은 슈타이어마르크와 케른텐 등지로 침공해왔으나 제정적으로나 군사적으로나 허약했던 프리드리히로써는 어떤 저항도 할 수 없었다. 그럼에도 불구하고 자신의 세습 영지가 자신의 가문과 유럽에서 이슬람의 공격을 방어해야 하는 1차 방어선임을 자각하고 그 역할을 충실히 수행하기 시작했다. 4년 뒤에는 헝가리에서 일어난 폭동으로 보헤미아의 수도인 프라하로 도망쳐 온 라디슬라우스 포스투무스가 17세의 의문의 죽음에 가깝게 요절하자 프리드리히는 서둘러 보헤미아와 헝가리 왕위에 대한 요구를 주장하였다. 그러나 보헤미아와 헝가리의 의회는 각자 자신의 국왕을 선출해버렸다. 보헤미아는 이르지 스 포데브라트를, 헝가리는 후녀디 야노시의 차남인 마차시 1세를 선출하였고 결과적으로 동생 알브레히트 6세와 더욱 골이 깊어졌다. 1년 뒤에는 오스트리아 대공국의 서부 영토인 린츠 일대를 분할하는 사태가 벌어지고 만다.
이후 1463년 알브레히트가 죽자 그가 분할했던 영지들을 재통합한다. 1477년 프리드리히는 부르고뉴 용담공 샤를의 딸 마리를 막시밀리안과 결혼시켜 부르고뉴의 영지 대부분을 획득, 합스부르크 가의 영지를 결혼 동맹으로 늘리기 시작했다. 그러나 1480년대 헝가리 국왕인 마티아슈 1세 코르비누스가 오스트리아를 침공해 영토 대부분을 점령했다. 1485년 빈이 함락당할 때 프리드리히는 굴욕을 감내하며 도망쳐야만 했다. 1년 뒤 그는 아들 막시밀리안을 독일 왕이자 공동 통치자로 임명했고 이는 국정 전반에서 점차 역할이 축소되었다. 그러나 1490년 마티아슈 1세가 사망함에 따라 막시밀리안은 오스트리아를 탈환하는데 성공함으로써 아버지의 근심을 덜게 했다. 사촌 지기스문트가 자신의 영지인 티롤을 막시밀리안에게 양도하면서 1379년부터 시작한 합스부르크 가의 두 분가 사이에 분할되었던 오스트리아의 세습영지가 통합되었다. 1493년 8월 19일 프리드리히 3세는 린츠에서 향년 78세의 나이로 서거했다.